# Taramormia tatrica
Taramormia tatrica är en tvåvingeart som beskrevs av Jezek 1984. Taramormia tatrica ingår i släktet Taramormia och familjen fjärilsmyggor. Inga underarter finns listade i Catalogue of Life.